# Одентал, Кас
Кас Одентал (нидерл. Cas Odenthal; род. 26 сентября 2000, Лерсюм) — нидерландский футболист, защитник клуба «Сассуоло».

## Клубная карьера
Одентал — воспитанник клубов «Утрехт» и НЕК. 9 августа 2019 года в матче против «Эйндховена» он дебютировал в Эрстедивизи в составе последних. 2 марта 2021 года в поединке против «Ден Босха» Кас забил свой первый гол за НЕК. По итогам сезона игрок помог команде выйти в элиту. 14 августа в матче против амстердамского «Аякса» он дебютировал в Эредивизи.
В 2022 году Одентал перешёл в итальянский «Комо». подписав контракт на 3 года. 17 сентября в матче против СПАЛ он дебютировал в итальянской Серии B. 17 сентября 2023 года в поединке против «Тернаны» Кас сделал «дубль», забив свои первые голы за «Комо».